# Medizinische Simulation

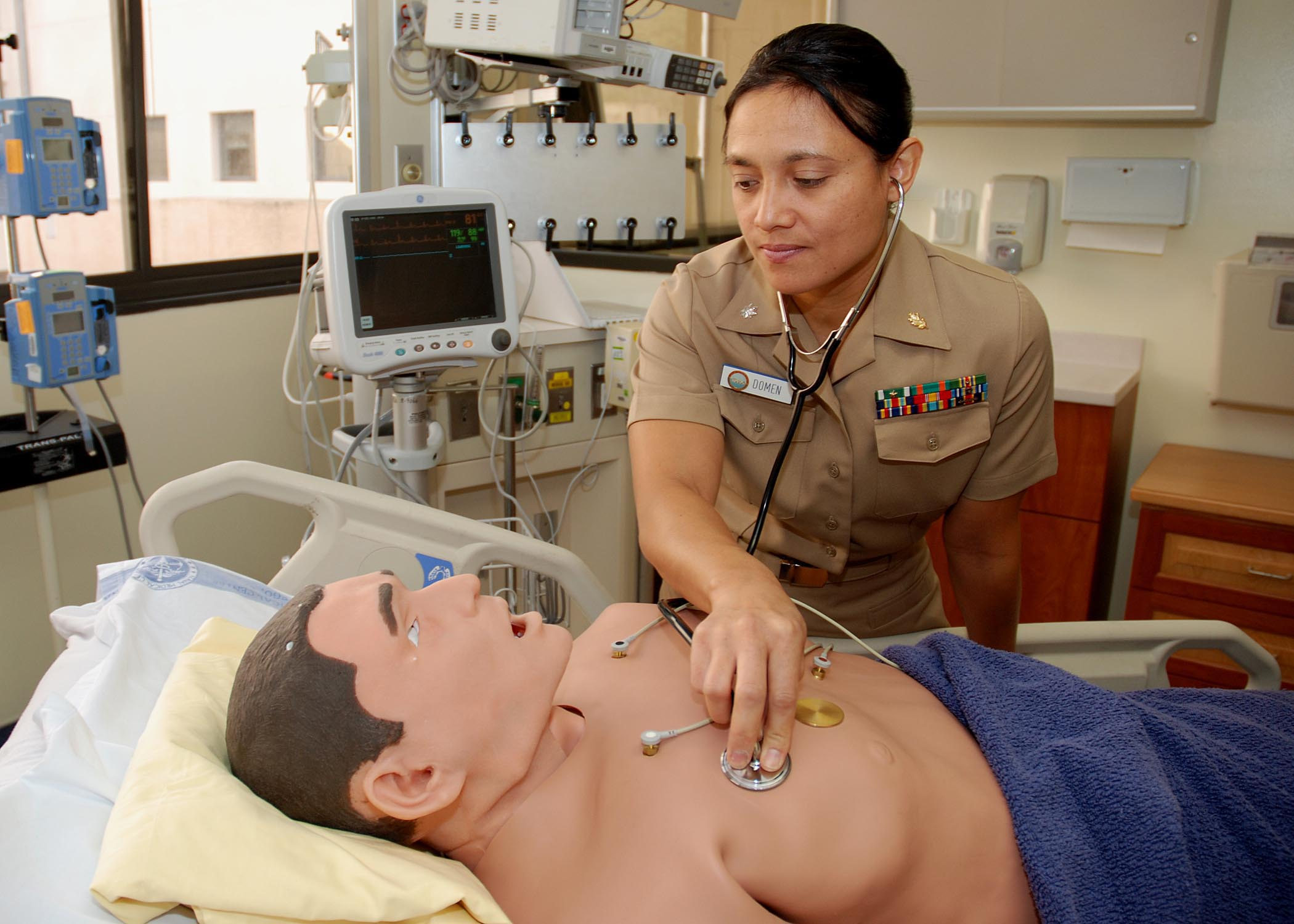
Ärztin im National Naval Medical Center untersucht Herzfunktion an einem Human patient simulator

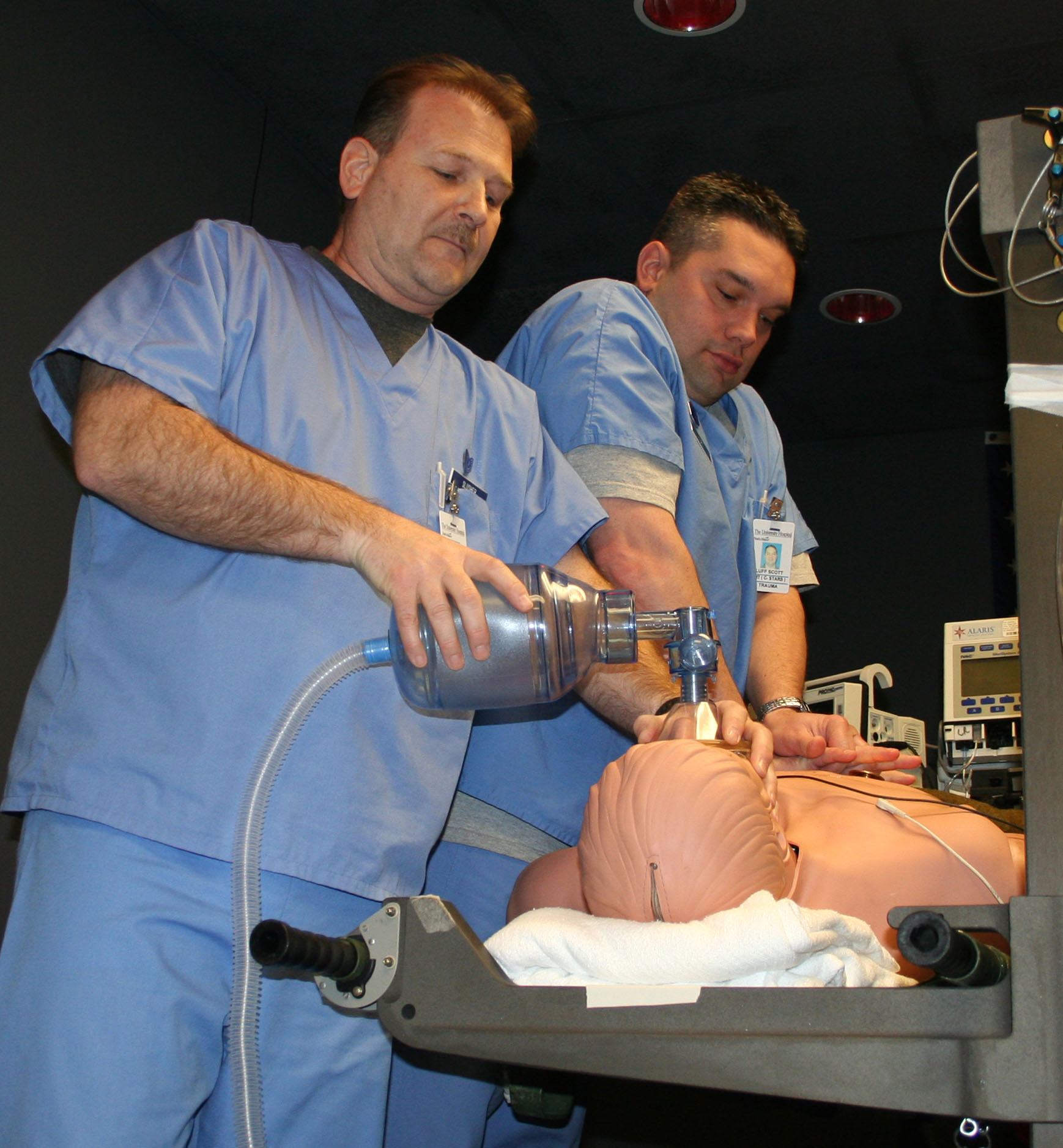
Herz-Lungen-Wiederbelebung an einem Human patient simulator

Medizinische Simulation bezeichnet einen Bereich der Simulationstechnologie, der auf Training und Ausbildung von medizinischem Fachpersonal ausgerichtet ist. Neben der Ausbildung von Ärzten und Pflegepersonal richtet sich die medizinische Simulation auch an Personal im Rettungsdienst, Katastrophenschutz sowie Behörden und Organisationen mit Sicherheitsaufgaben.
Die Durchführung erfolgt an einer dem Menschen ähnlich sehenden Simulationspuppe (Human patient simulator). Diese Puppen sind in der Lage, zahlreiche physiologische Körperfunktionen wie Bewegungen, Atmung, Kreislauf oder Ausscheidung zu simulieren. Über Sprache wie auch Mimik und Gestik kann die Puppe mit dem Trainingsteilnehmern kommunizieren. Die Puppe ist mit zahlreichen Sensoren ausgestattet und reagiert entsprechend einer echten Person auf Interventionen der Trainierenden. Moderne „Human patient simulators“ verfügen über zahlreiche Funktionen, die der auszubildenden Person Hinweise auf bestimmte Symptome liefern können oder einen Therapieerfolg rückmelden. So lassen sich Pupillenreaktionen simulieren, injizierte Medikamente werden erkannt und entsprechen reagiert, der Lungenwiderstand und die Blockierung der Atemwege kann simuliert werden. Das Training an einer Simulationspuppe geht damit über die reine Übung einer Herz-Lungen-Wiederbelebung hinaus. Jedoch sind die Kosten in der Anschaffung recht hoch (etwa 65.000 Euro).

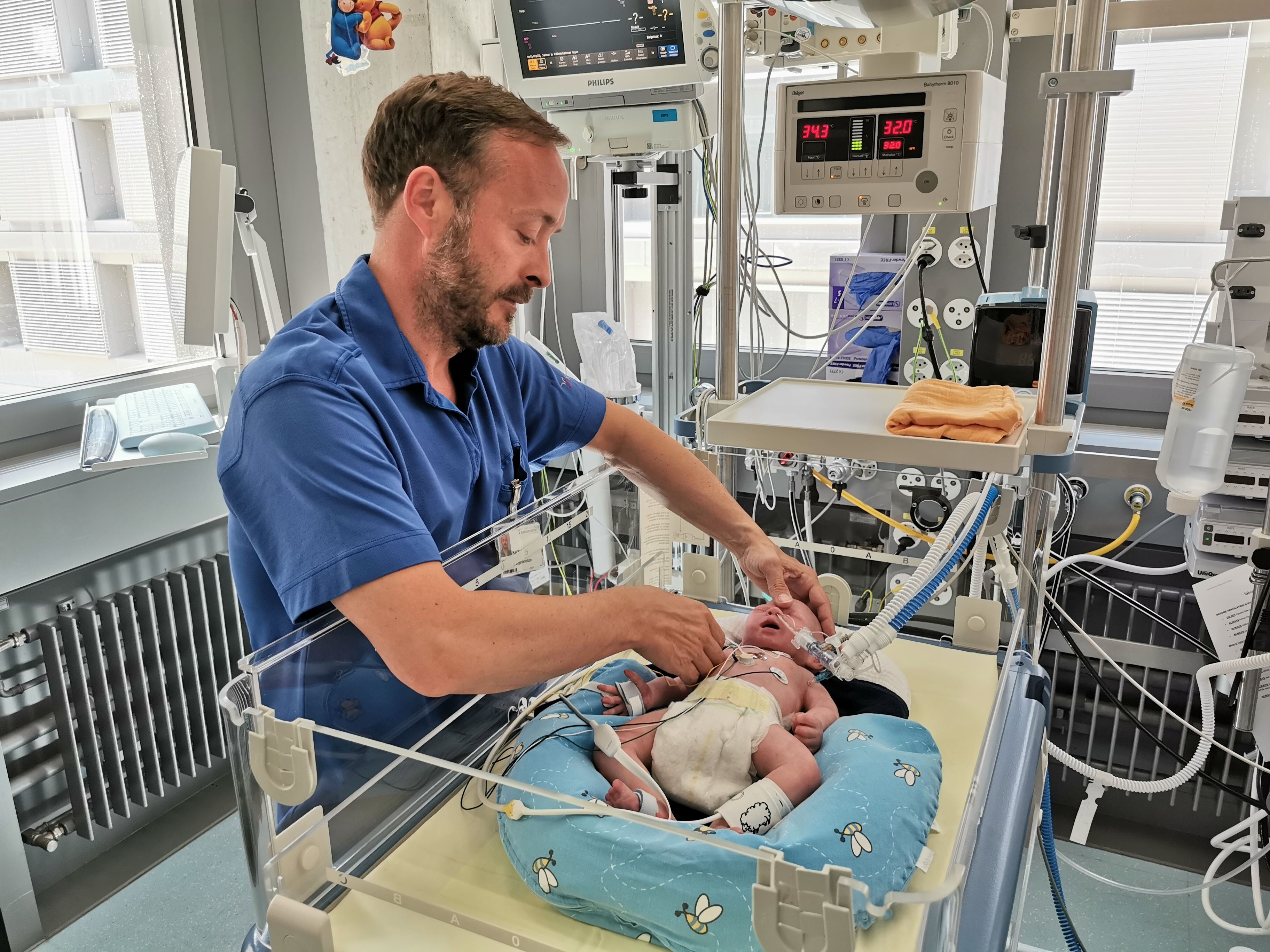
Beatmungstraining an einem Baby Lungensimulator (LuSi, neosim AG) am Kantonsspital in Chur, Schweiz

Die moderne Medizinische Simulation hat ihren Ursprung in der Luftfahrt und ist maßgeblich von verfügbarer Computertechnologie geprägt. Obwohl physiologische und pathophysiologische Modelle seit langem existieren, müssen die meisten Simulatoren immer noch von Hand gesteuert werden. Das bedeutet, dass nebst dem Trainer auch ein Techniker, sogenannte Sim Tech, vor Ort sein muss, um ein Simulationstraining durchzuführen. Viele Trainer setzen darum nach wie vor auf Trainings mit Tieren, und dies ist umstritten. Autonome, das heißt, sich selbst einstellende Simulatoren gibt es erst wenige, haben aber das Potential die Trainings mit Tieren zu reduzieren.